# David Bles
David Joseph (David) Bles (Den Haag, 20 september 1821 – aldaar, 3 september 1899) was een Nederlands kunstschilder, aquarellist, tekenaar, etser en lithograaf. Hij is bekend om zijn genrestukken met 18e-eeuwse stoffering, vaak met een humoristische inslag.
Bles werd in 1821 geboren in een Joods koopmansgezin als zoon van Joseph David Bles en zijn vrouw Sara Wolf. De jonge David had aanleg voor tekenkunst en werd al op dertienjarige leeftijd toegelaten tot de Haagse academie, waar hij van 1834 tot 1840 onderricht kreeg. Hij volgde  van 1838 tot 1841 lessen bij Cornelis Kruseman. 
Daarna trok hij naar Parijs, waar hij rond 1842 in de leer was bij Joseph-Nicolas Robert-Fleury. Zijn invloed is duidelijk zichtbaar in Bles' vroege werk. Van 1843 tot 1845 volgde hij opnieuw lessen aan de Haagse kunstacademie. 
In 1845 werd hij lid van de Koninklijke Academie in Amsterdam. In 1857, 1863, 1864, 1868 en 1869 verbleef hij in Parijs, waar hij deelnam aan de Parijse salon van die jaren.

## Decoraties
Bles werd in 1863 benoemd tot officier in de Orde van de Eikenkroon.

## Werken (selectie)
| Datering  | Titel             | Verblijfplaats                        | Afbeelding |
| --------- | ----------------- | ------------------------------------- | ---------- |
| 1848      | Armoede en weelde | Teylers Museum, Haarlem               |            |
| 1850-1857 | De muziekpartij   | Teylers Museum, Haarlem               |            |
| 1850-1899 | De conversatie    | Rijksmuseum Amsterdam, Amsterdam      |            |
| 1861      | Uitgaan           | Stedelijk Museum Amsterdam, Amsterdam |            |
| 1869      | De vadermoorders  | Rijksmuseum Amsterdam, Amsterdam      |            |

- Biografisch Portaal: 04087950
- Digitale Bibliotheek voor de Nederlandse Letteren: bles005
- Gemeinsame Normdatei: 124419291
- International Standard Name Identifier: 0000 0000 6682 1216
- Nederlandse Thesaurus van Auteursnamen: 068370377
- RKD-Nederlands Instituut voor Kunstgeschiedenis: 9007
- SNAC: w6hf0899
- Union List of Artist Names: 500022452
- Virtual International Authority File: 40311516
- WorldCat: E39PBJqqCgjjRq9G4hHGK3VBfq